# Апостольская префектура Хайнаня
Апостольский префектура Хайнаня (лат.  Praefectura Apostolica Hainanensis) — апостольская префектура Римско-Католической церкви с центром в городе Хайкоу, Китай. Апостольская префектура Хайнаня распространяет свою юрисдикцию на весь остров Хайнань. Апостольская префектура Хайнаня подчиняется непосредственно Святому Престолу.

## История
Первые католические миссионеры из Парижского общества заграничных миссий прибыли на остров Хайнань в конце XIX века. 15 апреля 1929 года Римский папа Пий XI издал бреве Quod christiani, которым учредил миссию Sui iuris Хайнаня, выделив её из апостольского викариата Бэйхай (сегодня — Епархия Бэйхай).
25 мая 1936 года Римский папа Пий XI выпустил буллу Valde decet, которой преобразовал миссию sui iuris в апостольскую префектуру.

## Ординарии апостольской префектуры
- священник Paolo Julliotte (20.11.1929 — февраль 1939);
- епископ Dominic Desperben (24.03.1939 — 16.06.1980);
  - Sede vacante (c 16.06.1980 — по настоящее время).

## Источник
- Annuario Pontificio, Libreria Editrice Vaticana, Città del Vaticano, 2007, ISBN 88-209-7422-3
- Бреве Quod christiani, AAS 21 (1929), стр. 652  (лат.)
- Булла Valde decet, AAS 28 (1936), стр. 453  (лат.)